# محمد سماره
محمد سماره (انگلیسی: Mohammed Samara؛ زادهٔ ۱ ژانویهٔ ۱۹۸۳) بازیکن فوتبال اهل فلسطین بود.
از باشگاه‌هایی که در آن بازی کرده است می‌توان به باشگاه فوتبال مقاولون عرب، باشگاه فوتبال پتروجت، باشگاه فوتبال الاتحاد اسکندریه، و باشگاه فوتبال الداخلیه اشاره کرد.
وی همچنین در تیم ملی فوتبال فلسطین بازی کرده است.